# VASP
VASP (англ. Vasodilator-stimulated phosphoprotein) – білок, який кодується однойменним геном, розташованим у людей на короткому плечі 19-ї хромосоми.  Довжина поліпептидного ланцюга білка становить 380 амінокислот, а молекулярна маса — 39 830.
| 10         |  | 20         |  | 30         |  | 40         |  | 50         |
| ---------- |  | ---------- |  | ---------- |  | ---------- |  | ---------- |
| MSETVICSSR |  | ATVMLYDDGN |  | KRWLPAGTGP |  | QAFSRVQIYH |  | NPTANSFRVV |
| GRKMQPDQQV |  | VINCAIVRGV |  | KYNQATPNFH |  | QWRDARQVWG |  | LNFGSKEDAA |
| QFAAGMASAL |  | EALEGGGPPP |  | PPALPTWSVP |  | NGPSPEEVEQ |  | QKRQQPGPSE |
| HIERRVSNAG |  | GPPAPPAGGP |  | PPPPGPPPPP |  | GPPPPPGLPP |  | SGVPAAAHGA |
| GGGPPPAPPL |  | PAAQGPGGGG |  | AGAPGLAAAI |  | AGAKLRKVSK |  | QEEASGGPTA |
| PKAESGRSGG |  | GGLMEEMNAM |  | LARRRKATQV |  | GEKTPKDESA |  | NQEEPEARVP |
| AQSESVRRPW |  | EKNSTTLPRM |  | KSSSSVTTSE |  | TQPCTPSSSD |  | YSDLQRVKQE |
| LLEEVKKELQ |  | KVKEEIIEAF |  | VQELRKRGSP |  |            |  |            |

A: Аланін

C: Цистеїн

D: Аспарагінова кислота

E: Глутамінова кислота

F: Фенілаланін

G: Гліцин

H: Гістидин

I: Ізолейцин

K: Лізин

L: Лейцин

M: Метіонін

N: Аспарагін

P: Пролін

Q: Глутамін

R: Аргінін

S: Серин

T: Треонін

V: Валін

W: Триптофан

Білок має сайт для зв'язування з молекулою актину. 
Локалізований у клітинній мембрані, цитоплазмі, цитоскелеті, мембрані, клітинних контактах, клітинних відростках, щільних контактах.